# Cierchy
Cierchy is een plaats in het Poolse district  Kielecki, woiwodschap Święty Krzyż. De plaats maakt deel uit van de gemeente Mniów en telt 323 inwoners.